# Magnus Petersson
Stig Magnus Petersson (Gotemburgo, 17 de junio de 1975) es un deportista sueco que compitió en tiro con arco, en la modalidad de arco recurvo.
Participó en cuatro Juegos Olímpicos de Verano, entre los años 1996 y 2008, obteniendo una medalla de plata en Atlanta 1996, en la prueba individual, y el cuarto lugar en Sídney 2000, en la misma prueba.
Ganó una medalla de plata en el Campeonato Mundial de Tiro con Arco al Aire Libre de 2003, tres medallas en el Campeonato Mundial de Tiro con Arco en Sala entre los años 1995 y 1999, una medalla de oro en el Campeonato Europeo de Tiro con Arco al Aire Libre de 2006 y una medalla de oro en el Campeonato Europeo de Tiro con Arco en Sala de 1996.

## Palmarés internacional
| Juegos Olímpicos                 | Juegos Olímpicos            | Juegos Olímpicos | Juegos Olímpicos |
| Año                              | Lugar                       | Medalla          | Prueba           |
| -------------------------------- | --------------------------- | ---------------- | ---------------- |
| 1996                             | Atlanta (Estados Unidos)    | Medalla de plata | Individual       |
| Campeonato Mundial al Aire Libre |                             |                  |                  |
| Año                              | Lugar                       | Medalla          | Prueba           |
| 2003                             | Nueva York (Estados Unidos) | Medalla de plata | Equipo           |
| Campeonato Mundial en Sala       |                             |                  |                  |
| Año                              | Lugar                       | Medalla          | Prueba           |
| 1995                             | Birmingham (Reino Unido)    | Medalla de oro   | Individual       |
| 1997                             | Estambul (Turquía)          | Medalla de plata | Equipo           |
| 1999                             | La Habana (Cuba)            | Medalla de oro   | Individual       |
| Campeonato Europeo al Aire Libre |                             |                  |                  |
| Año                              | Lugar                       | Medalla          | Prueba           |
| 2006                             | Atenas (Grecia)             | Medalla de oro   | Individual       |
| Campeonato Europeo en Sala       |                             |                  |                  |
| Año                              | Lugar                       | Medalla          | Prueba           |
| 1996                             | Mol (Bélgica)               | Medalla de oro   | Equipo           |